# محمود قراملکی
محمود قراملکی (بهمن ۱۳۱۰ – تیر ۱۳۷۳) موسیقی‌دان، آهنگساز و نوازندهٔ ایرانی بود. او از نخستین آهنگسازان موسیقی پاپ ایرانی بود که در دههٔ ۱۳۴۰ فعالیت خود را آغاز و با بسیاری از ترانه‌سرایان، تنظیم‌کنندگان و خوانندگان مطرح موسیقی پاپ همکاری کرد.

## زندگی
محمود قراملکی در سال ۱۳۱۰ در ارومیه و در خانواده‌ای با اصالت تبریزی (قراملک تبریز) به دنیا آمد. در کودکی و در سایه حمایت خانواده به یادگیری ویولن پرداخت و در جوانی به دسته موزیک لشکر ۶۴ پیاده رضائیه پیوست. در زمان خدمت علاوه‌بر تعقیب موسیقی، همزمان موفق به اخذ لیسانس در دو رشته امور مالی و زبان انگلیسی از دانشگاه افسری شد. پس از فراغت تحصیل و انتقال به مشهد، ضمن خدمت در لشکر ۷۷ پیاده خراسان، رهبری ارکستر جاز (پاپ) رادیو مشهد و ریاست شورای موسیقی رادیو مشهد را نیز برعهده داشت. نخستین درخشش او ترانه «عزیزم» با صدای امیر رسایی بود که پس از پخش در برنامه صبحگاهی شما و رادیو اقبال عمومی یافت. قراملکی در دهه ۴۰ و ۵۰ به آهنگسازی برای خوانندگان مطرحی چون ویگن، حمیرا، نادر گلچین، عارف، گیتی، امیر رسایی، شاهرخ، ضیا و فریدون فروغی پرداخت. ترانهٔ «چشمان گریان» با صدای ویگن و «مرد غم» با صدای فریدون فروغی از معروف‌ترین آثار او به‌شمار می‌روند. برخی ساخته‌های او به دلیل ترانه‌هایی که به زعم مقامات وقت سیاسی شمرده می‌شد، عرضه محدود داشتند یا اصولاً عرضه نشدند.
پس از پیروزی انقلاب ۱۳۵۷، قراملکی برخلاف بسیاری از همکاران خود در ایران ماند و تا سال ۱۳۶۱ آثاری متناسب با فضای انقلابی و میهنی آن دوران ارائه کرد. او از اواخر دهه ۶۰ شمسی به کار در صدا و سیمای جمهوری اسلامی مشغول شد و برای بسیاری از برنامه‌های رادیویی و تلویزیونی، از جمله صبح جمعه با شما، ساعت ۲۰، بعد از خبر و… موسیقی ساخت. او در واپسین سال‌های کاری خود، در حوزه موسیقی سنتی و فولکلور نیز فعال بود و آثاری با صدای حسن‌زاده شیرازی، ناصر رسولی و نادر جوادی منتشر کرد.
قراملکی در تیرماه ۱۳۷۳ در تهران درگذشت و در بهشت زهرا، قطعهٔ ۷۳، ردیف ۸۳، شمارهٔ ۱۰ به خاک سپرده شد.
در سال ۱۳۹۳، آلبومی حاوی آثار پیش از انقلاب قراملکی، به صورت بی‌کلام، توسط نشر موسیقی نوفه و به نفع فعالیت‌های آموزشی و توانبخشی خیریه رعد منتشر شد. در سال‌های بعد دو آلبومِ باکلامِ «گل برف» با صدای «افشین مقراضی» و «فریاد غمگین» با صدای «جهانگیر افشین»، هر دو از خوانندگان شناخته‌شدهٔ دهه ۴۰ و ۵۰، منتشر شد، که برخی ترانه‌های این دو اثر از ساخته‌های قراملکی بود.

## ترانه‌شناسی
| خواننده           | نام اثر                    | ترانه‌سرا             | آهنگساز       | تنظیم           |
| ----------------- | -------------------------- | -------------------- | ------------- | --------------- |
| ویگن              | چشمان گریان                | ایرج جنتی عطایی      | محمود قراملکی |                 |
| ویگن              | آتیش میخوام                | ایرج جنتی عطایی      | محمود قراملکی |                 |
| ویگن              | چشم نخوری ایشالا           | رضا شمسا             | محمود قراملکی |                 |
| روانبخش           | مرگ ماهیگیر                | مجتبی هوشمند         | محمود قراملکی |                 |
| عارف              | عزیزترین                   | مسعود امینی          | محمود قراملکی | ناصر چشم‌آذر     |
| عارف              | فضای تهی                   | مسعود هوشمند         | محمود قراملکی | محمود قراملکی   |
| گوگوش             | ریشه                       | مسعود هوشمند         | محمود قراملکی | آندرانیک        |
| رامش              | نیش                        | مسعود امینی          | محمود قراملکی | مجتبی میرزاده   |
| حمیرا             | دوست دارم                  | محمدعلی بهمنی        | محمود قراملکی | محمود قراملکی   |
| عهدیه             | پل                         | اصغر واقدی           | محمود قراملکی | آندرانیک        |
| بتی               | عشق افسرده                 | سعید دبیری           | محمود قراملکی | محمود قراملکی   |
| بتی               | عزیزم                      | سعید دبیری           | ترکی          | محمود قراملکی   |
| بتی               | سینه‌ها سنگه                | سعید دبیری           | محمود قراملکی | واروژان         |
| فریدون فروغی      | پروانه من (ملودی متفاوت)   | تورج شعبانخانی       | محمود قراملکی | محمود قراملکی   |
| افسر شهیدی        | وطن                        |                      | محمود قراملکی | مجتبی میرزاده   |
| افسر شهیدی        | جدایی                      | مسعود امینی          | محمود قراملکی | مجتبی میرزاده   |
| افسر شهیدی        | گریه من غم داره            | عبدالله الفت         | محمود قراملکی | مجتبی میرزاده   |
| افشین مقراضی      | گل برف                     | مسعود هوشمند         | محمود قراملکی | آندرانیک        |
| افشین مقراضی      | نیاز من                    | بیژن سمندر           | محمود قراملکی | مجتبی میرزاده   |
| افشین مقراضی      | با تو قهرم                 |                      | محمود قراملکی | مارسل استپانیان |
| افشین مقراضی      | سنگفرش (آواره)             | کریم فکور            | محمود قراملکی | آندرانیک        |
| افشین مقراضی      | چشم ستاره                  | سعید دبیری           | محمود قراملکی | آندرانیک        |
| افشین مقراضی      | بهونه                      | الفت                 | محمود قراملکی | مارسل استپانیان |
| افشین مقراضی      | خیال تو                    | کریم فکور            | محمود قراملکی | آندرانیک        |
| افشین مقراضی      | نیاز من                    | الفت                 | محمود قراملکی | مجتبی میرزاده   |
| امیر رسایی        | تولد عشق                   | رضا شمسا             | محمود قراملکی | مجتبی میرزاده   |
| امیر رسایی        | پل                         | اصغر واقدی           | محمود قراملکی |                 |
| امیر رسایی        | طناب غم                    | سعید دبیری           | محمود قراملکی | ناصر چشم‌آذر     |
| امیر رسایی        | مرد غم                     | سعید دبیری           | محمود قراملکی | آندرانیک        |
| امیر رسایی        | هوار                       | سیوا دیری            | محمود قراملکی | آندرانیک        |
| امیر رسایی        | به من نگو                  | محمود قراملکی        | محمود قراملکی | مجتبی میرزاده   |
| امیر رسایی        | دستمال دست                 | رضا شمسا             | محمود قراملکی | رازمیک میناسیان |
| امیر رسایی        | سایه به سایه               | رضا شمسا             | محمود قراملکی |                 |
| امیر رسایی        | این قصه                    | سعید دبیری           | محمود قراملکی |                 |
| امیر رسایی        | دخترک مهربون               | رضا شمسا             | محمود قراملکی |                 |
| امیر رسایی        | عزیزم                      | سعید دبیری           | محمود قراملکی | واروژان         |
| امیر رسایی        | مرد سرگردان (ای زندگی)     | سعید دبیری           | محمود قراملکی | ناصر چشم‌آذر     |
| امیر رسایی        | وقتی چشمات پر خوابه        | عباس کارگر           | محمود قراملکی | محمود قراملکی   |
| امیر رسایی        | گربه شاخت نزنه             | عباس کارگر           | محمود قراملکی | محمود قراملکی   |
| امیر رسایی        | مگه نه                     | اصغر واقدی           | محمود قراملکی | محمود قراملکی   |
| امیر رسایی        | باور نکن                   | کریم محمودی          | محمود قراملکی | محمود قراملکی   |
| ایرج مهدیان       | ناز کوچولو                 | سعید دبیری           | محمود قراملکی | محمود قراملکی   |
| فروغی کرمانی      | طناب غم                    | سعید دبیری           | محمود قراملکی | ناصر چشم‌آذر     |
| فروغی کرمانی      | غم روی غم (تا کی باید)     | سعید دبیری           | محمود قراملکی | مارسل استپانیان |
| پرتو              | وقتی بارون می‌گیره          | سعید دبیری           | محمود قراملکی |                 |
| جمال وفایی        | یواش یواش                  | منصور تهرانی         | محمود قراملکی | محمود قراملکی   |
| جمال وفایی        | هوس                        | علی ناصری            | محمود قراملکی | محمود قراملکی   |
| جواد یزدان‌پرست    | قصه زندگی                  | عباس کارگر           | محمود قراملکی | محمود قراملکی   |
| جواد یزدان‌پرست    | آوای قایقران               | مجتبی هوشمند         | محمود قراملکی | محمود قراملکی   |
| جهانگیر افشین راد | الههٔ محبت                  | پرویز صبری           | محمود قراملکی | مجتبی میرزاده   |
| جهانگیر افشین راد | بی‌کرانه                    | محمود قراملکی        | محمود قراملکی | مجتبی میرزاده   |
| جهانگیر افشین راد | بزار بگم یه قصه            | سعید دبیری           | محمود قراملکی |                 |
| جهانگیر افشین راد | صدام کنی                   | آذر صراف پور         | محمود قراملکی | مجتبی میرزاده   |
| جهانگیر افشین راد | فریاد غمگین                | سعید دبیری           | محمود قراملکی | سیمون آوانسیان  |
| جهانگیر افشین راد | اون تو بودی                | اصغر واقدی           | محمود قراملکی | آندرانیک        |
| جهانگیر افشین راد | تردید                      | بیژن سمندر           | محمود قراملکی | مارسل استپانیان |
| خسرو دلسوز        | هر چی با من می‌کنه دل می‌کنه | سعید دبیری           | محمود قراملکی | محمود قراملکی   |
| خسرو دلسوز        | چی بگم که بهتره نگفتنش     | سعید دبیری           | محمود قراملکی | محمود قراملکی   |
| دینامیک           | سایه‌ها                     | اصغر واقدی           | محمود قراملکی | محمود قراملکی   |
| دینامیک           | پل                         | اصغر واقدی           | محمود قراملکی | محمود قراملکی   |
| علی نظری          | می‌ترسم نیایی               | عباس کارگر           | محمود قراملکی | محمود قراملکی   |
| علی نظری          | دختر من                    | عباس کارگر           | محمود قراملکی | محمود قراملکی   |
| سورن              | عشق من                     | گارنیک خدابخشیان     | محمود قراملکی | ساکو کوجاساریان |
| سیما افشار        | دوستت دارم                 | عباس کارگر           | محمود قراملکی | محمود قراملکی   |
| سیما افشار        | تاپ تاپ خمیر               | عباس کارگر           | محمود قراملکی | محمود قراملکی   |
| سیما افشار        | وفا نمی‌شناسی               | عباس کارگر           | محمود قراملکی | محمود قراملکی   |
| سیما افشار        | بوسه وداع                  | عباس کارگر           | محمود قراملکی | محمود قراملکی   |
| سیما بینا         | کاش می‌شد برم پیش خدا       |                      | محمود قراملکی | محمود قراملکی   |
| شاهرخ             | بر بالین مادر              | عباس کارگر           | محمود قراملکی | محمود قراملکی   |
| شهلا سرشار        | شهر غریب                   | مسعود امینی          | محمود قراملکی | محمود قراملکی   |
| ضیا               | چمدون کهنه                 | ایرج جنتی عطایی      | محمود قراملکی |                 |
| ضیا               | شاهنومه آخرش خوشه          | کریم محمودی          | محمود قراملکی | محمود قراملکی   |
| ضیا               | یه روز قهر یه روز آشتی     | سعید دبیری           | محمود قراملکی |                 |
| ضیا               | صد تا کلام                 |                      | محمود قراملکی | محمود قراملکی   |
| ضیا               | بی تو هرگز                 |                      | محمود قراملکی | محمود قراملکی   |
| ضیا و نسرین       | همصدا                      |                      | محمود قراملکی | ناصر چشم‌آذر     |
| کیوان             | عکس یادگاری                | عباس کارگر           | محمود قراملکی | محمود قراملکی   |
| گیتی              | گل بوسه                    | ایرج جنتی عطایی      | محمود قراملکی |                 |
| گیتی              | وعده‌گاه                    | ایرج جنتی عطایی      | محمود قراملکی |                 |
| گیتی              | تسبیح صد دونه              | کریم محمودی          | محمود قراملکی | محمود قراملکی   |
| فرزانه            | همین روز، همین ساعت        | رضا شمسا             | محمود قراملکی | محمود قراملکی   |
| فرزانه            | چرا قهر کردی؟              | عباس کارگر           | محمود قراملکی | محمود قراملکی   |
| فرزین             | جدایی                      | مسعود امینی          | محمود قراملکی |                 |
| فیروزه            | حاشا و تماشا               |                      | محمود قراملکی | محمود قراملکی   |
| مازیار            | سالار                      | مسعود امینی          | محمود قراملکی | مجتبی میرزاده   |
| محمدرضا منفرد     | درد تنهایی                 | سعید دبیری           | محمود قراملکی |                 |
| محمدرضا منفرد     | خاک خسته                   | مسعود امینی          | محمود قراملکی | محمود قراملکی   |
| محمود وصفی        | آه دختر                    |                      | محمود قراملکی | محمود قراملکی   |
| مهستی             | تاسف" (قمار زندگی)         | مسعود امینی          | محمود قراملکی | مجتبی میرزاده   |
| نادر گلچین        | رفتی به سلامت              | رحیم معینی کرمانشاهی | محمود قراملکی | محمود قراملکی   |